# Phi Draconis
Désignations
Phi Draconis (φ Dra / φ Draconis) est une étoile variable de quatrième magnitude de la constellation boréale du Dragon. C'est aussi un système d'étoiles triple dont la composante la plus brillante est une étoile Bp chimiquement particulière. D'après la mesure de sa parallaxe annuelle par le satellite Hipparcos, le système est distant d'environ ∼ 300 a.l. (∼ 92 pc) de la Terre.

## Propriétés
φ Draconis est une étoile variable de type α2 Canum Venaticorum. Sa luminosité varie d'environ 0,04 magnitude tous les 1,7 jour. Cette variabilité s'explique par la présence d'un fort champ magnétique à la surface de l'étoile.
φ Draconis est un système contenant trois étoiles. La paire interne, désignée φ Draconis A, forme une binaire spectroscopique à raies simples dont les deux étoiles complètent une orbite excentrique avec une période de 128 jours. La troisième étoile, φ Draconis B, plus lointaine, orbite autour de la paire interne tous les 308 ans. Elle peut être résolue visuellement et son demi-grand axe est de 0,752″. Une quatrième étoile, C, est également répertoriée dans les catalogues d'étoiles doubles et multiples, mais c'est une double optique dont la proximité apparente avec le système n'est qu'une coïncidence.
φ Draconis Aa est une étoile Bp sur la séquence principale de type spectral B8VpSi. Elle présente une surabondance principale en silicium, mais le fer et le chrome sont également notablement surabondants.

## Nomenclature
φ Draconis, latinisé Phi Draconis, est la désignation de Bayer de l'étoile. Elle porte également la désignation de Flamsteed de 43 Draconis.
En astronomie chinoise traditionnelle, l'étoile forme à elle seule l'astérisme 柱史 (pinyin : Zhùshǐ), « officier des Archives Royales », au sein de la région du Palais pourpre interdit.